# Riksgränsen
Riksgränsen – najwyżej położona (660 m n.p.m.) wieś w gminie Kiruna. Leży 200 km za kołem podbiegunowym. Przejście graniczne z Norwegią na trasie E10 w drodze do portu Narwik.

## Atrakcje turystyczne
- Trasy zjazdowe
- Galeria fotografii dzikiej przyrody Svena Hōrnella[1]